# Liste du patrimoine immobilier classé de Héron
Cette page regroupe l'ensemble du patrimoine immobilier classé de la ville belge de Héron.
| Objet                              | Année de construction / Architecte | Adresse | Section communale | Coordonnées                      | Numéro d’inventaire | Illustration                       |
| ---------------------------------- | ---------------------------------- | ------- | ----------------- | -------------------------------- | ------------------- | ---------------------------------- |
| L'église Saint-Hubert              |                                    |         |                   | 50° 32′ 57″ nord, 5° 07′ 09″ est | 61028-CLT-0001-01   | L'église Saint-Hubert              |
| Alentours de l'église Saint-Hubert |                                    |         |                   | 50° 33′ 00″ nord, 5° 07′ 02″ est | 61028-CLT-0002-01   | Alentours de l'église Saint-Hubert |